# Victor von Carben

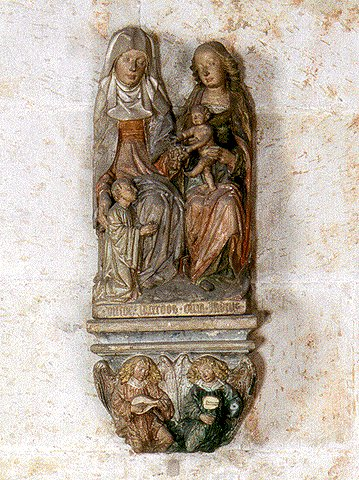
Um memorial em relevo de pedra, em homenagem ao rabino convertido Victor von Carben, mostrando Santa Ana e Santa Maria com Von Carben ajoelhado aos pés de Anne, olhando para o menino Jesus, que segura um cacho de uvas em sua direção. Na Catedral de Colônia, esculpida ca. 1470.

Victor von Carben  (1422-1515) foi um rabino alemão de Colônia que se converteu ao catolicismo e mais tarde tornou-se padre. Victor se esforçou para mostrar seu zelo por sua nova religião escrevendo contra seus ex-correligionários.
Ele esteve envolvido na controvérsia de Pfefferkorn e foi um dos quatro comissários imperiais nomeados para examinar livros judaicos por blasfêmia contra o Cristianismo, os outros sendo Johannes Pfefferkorn, Johann Reuchlin e Jacob van Hochstraten. Sua obra, Judenbüchlein, publicada em Colônia em 1508 ou 1509, descreveu as condições e costumes dos judeus com o objetivo de ajudar em sua conversão. Ele disputou com judeus eruditos perante o arcebispo de Colônia em Bonn e garantiu a expulsão dos judeus de Brühl, Deutz e de outras cidades da Diocese de Colônia. Ele escreveu ao arcebispo, parabenizando-o por ter "arrancado o joio de seu bispado e eliminado os judeus",  embora, como Pfefferkorn, ele tentasse persuadir os cristãos de que maltratar os judeus não ajudaria em sua conversão. 
Em seus escritos, Victor afirma repetidamente que não é sábio para os cristãos entrarem em controvérsia religiosa com os judeus, sendo estes últimos ensinados desde a infância a defender sua fé. Ele estava principalmente preocupado em exonerar-se da acusação de ter apostatado por causa das vantagens mundanas; e em vista disso, ele fez aos judeus um elogio gratuito ao afirmar que eles, de todos os povos da terra, são os mais difíceis de converter, sendo seu apego à Lei tão forte que nem as riquezas nem o medo da perseguição podem fazer com que abandonem sua fé. 
Em sua velhice, Victor tornou-se padre; e depois de sua morte o seguinte epitáfio foi gravado na porta da igreja de Sainte-Ursule em Colônia: "Victor, ex-judeu, escreveu no ano 1509 quatro obras contra os erros dos judeus." 